# ラモン・ソーサ
ラモン・ソーサ・アコスタ（Ramón Sosa Acosta, 1999年8月31日 - ）は、パラグアイのカニンデジュ県マラカナ出身のプロサッカー選手。プレミアリーグのノッティンガム・フォレストFC所属。ポジションはフォワード。パラグアイ代表。

## 経歴

### リーベル・プレート
幼少期からクルブ・リーベル・プレートのユースアカデミーでプレーし、2020年にプロデビューした。同年は29試合に出場して4得点を記録した。

### オリンピア
2021年1月にクルブ・オリンピアへ完全移籍した。移籍金は80万ドル。同年は24試合に出場して2得点を記録し、チームはコパ・パラグアイで優勝した。

### ヒムナシア
2022年1月にプリメーラ・ディビシオンのクラブ・デ・ヒムナシア・イ・エスグリマ・ラ・プラタへ完全移籍し、3年契約を結んだ。移籍金は150万ドル。同年はリーグ戦39試合に出場して6得点を記録した。

### タジェレス
2023年1月にCAタジェレスへ完全移籍し、3年契約を結んだ。移籍金は226万ドル。同年は35試合に出場して10得点を記録した。
2024年のシーズン開幕前にはメジャーリーグサッカーのLAギャラクシーからクラブ史上最高額の移籍金でオファーを受けたが、移籍は実現しなかった。

### ノッティンガム・フォレスト
2024年8月16日にプレミアリーグのノッティンガム・フォレストFCへ完全移籍し、5年契約を結んだ。移籍金は1,100万ポンド。

## 代表歴
2022年からパラグアイ代表に選出されている。
2024年のコパ・アメリカにパラグアイ代表で出場し、グループステージのコスタリカ戦で得点を記録した。

## 個人成績

### 代表
| パラグアイ代表 | 国際Aマッチ | 国際Aマッチ |
| 年             | 出場        | 得点        |
| -------------- | ----------- | ----------- |
| 2022           | 1           | 0           |
| 2023           | 7           | 0           |
| 2024           | 6           | 1           |
| 通算           | 14          | 1           |

## タイトル

### クラブ
オリンピア
- コパ・パラグアイ：1回（2021）